# Open Enterprise Server
Open Enterprise Server (OES) はサーバオペレーティングシステムである。2005年3月にノベル (企業)よりNetWareの後継として発表された。
OESはNetWareとは違いLinuxディストリビューションベースである。具体的に言うとOESはSUSE Linux Enterprise Serverベースである。Open Enterprise Serverの最初とその次までのメジャーリリースでは、Linuxカーネル（NetWare互換レイヤーと併用）とノベルのNetWareカーネル（Linux互換レイヤーと併用）のどちらでも起動可能であったが、ノベルはOES 11のリリースからNetWareカーネル版を廃止した。

## OES 1とOES 2
ノベルはOESの最初のバージョンとして、OES 1を2005年3月にリリースした。一部のユーザーはNetWareと後方互換であることを望んでいたため、ノベルはOES-NetWareおよびOES-Linuxの2つのインストールオプションを提供した。OES-NetWareおよびOES-Linuxは、それぞれ異なるカーネルとユーザーランドを搭載した、別々のオペレーティングシステムである。
OES-NetWareは、様々なノベルのサービス（NetWare Core Protocol、Novell eDirectory、Novell Storage Service、iPrintなど）やオープンソースソフトウェア（OpenSSH、Apache Tomcat、Apache HTTP Serverなど）向けNetWare Loadable Moduleを搭載したNetWare v6.5である。
OES-LinuxはSUSE Linux Enterprise Server (SLES) にNetWareサービスであるNetWare Core Protocol、Novell eDirectory、Novell Storage Services、iPrintを搭載したバリエーションである。
2007年10月8日にOES 2がリリースされたが、OES-NetWare版は残された。OES 2のOES-NetWare版オペレーティングシステムであるNetWare 6.5 SP7は、Xenハイパーバイザの内部で準仮想化ゲストとして実行可能であった。OES 2のOES-Linux版のSLESは、SLES 10にアップデートされた。
OES 2が搭載した機能は以下の通りである:
- 64ビットサポート
- ハードウェア仮想化
- Novell Shadow Volumesを提供するための動的ストレージ技術
- Windowsドメイン（英語版）サービス
- Apple Filing Protocol (AFP)

## OES 11
2011年12月13日、SLES 11 SP1 64-bitベースのOES 11がリリースされた。OES 11はOESで初めて64ビット版 (x86_64) およびSLESベース版のみのリリースとなった（32ビット版とNetWareベース版はリリースされなくなった）。
- Macクライアント向けNovell Kanakaの導入
- OES2より100倍高速でパッチを当てるZypperツールの採用
- OES2からの自動/無人アップグレードの追加
- より簡単なストレージ管理を提供する新型Novell Linux Volume Manager (NLVM)

2014年1月28日、ノベルはサービスパックとしてOES 11 SP2をリリースした。

## OES 2015
- OES 2015には新しい機能が追加され、パフォーマンスが改善された[3]。
- OES 2015 SP1は2016年にリリースされた[3]。

## OES 2018
- 2017年12月にリリースされたOES 2018はSLES 12 SP2ベースである。

## リリース概要
- 2005年3月にOESがリリース。NetWare 6.5 SP3ベース・SLES 9 SP1ベース。
  - OES SP1、2005年9月リリース。NetWare 6.5 SP4ベース・SLES 9 SP2ベース。
  - OES SP2、2006年1月リリース。NetWare 6.5 SP5ベース・SLES 9 SP3ベース。。
- 2007年10月8日、OES 2がリリース。NetWare 6.5 SP7ベース・SLES 10 SP1ベース。
  - 2008年12月1日、OES 2 SP1がリリース[4]。NetWare 6.5 SP8ベース・SLES 10 SP2ベース。
  - 2009年11月11日、OES 2 SP2がリリース[4]。SLES 10 SP3ベース。
  - 2010年12月22日、OES 2 SP3がリリース[4]。SLES 10 SP3ベース。
- 2011年12月13日、OES 11がリリース。SLES 11 SP1ベース（64ビット版のみ）。
  - 2012年8月28日、OES 11 SP1がリリース[4]。SLES 11 SP2ベース。
  - 2014年1月28日、OES 11 SP2がリリース[4]。SLES 11 SP3ベース。
  - 2016年8月、OES 11 SP3がリリース。SLES 11 SP4ベース。
- 2015年8月、OES 2015がリリース[3]。
  - 2016年6月、OES 2015 SP1がリリース。SLES 11 SP2ベース。
- 2017年12月、OES 2018がリリース。SLES 12 SP2ベース。
  - 2019年2月、OES 2018 SP1がリリース。SLES 12 SP3ベース。

## End-Of-Supportスケジュール
| OESバージョン                        | リリース日 | サポート終了日 | LTSS終了日 |
| ------------------------------------ | ---------- | -------------- | ---------- |
| 1                                    | 2005-03-01 | ?              | ?          |
| 2                                    | 2007-10-08 | 2013-07-31     | ?          |
| 11                                   | 2011-12-13 | 2017-06-13     | ?          |
| 2015                                 | 2015-08-31 | 2019-03-31     | ?          |
| 2018                                 | 2018-12-06 | 2022-12-28     | ?          |
| サポート終了サポート中現行バージョン |            |                |            |

## コンポーネント
- Client for Open Enterprise Server

Client for Open Enterprise Server (Client for OES) は OES2 以降の Windows 用クライアントソフトウェアである。かつては Novell Client for Windows と呼ばれていた。
Client for OES は Windows とOESとの通信を NetWare Core Protocol (NCP ポート 524）によって実現する、唯一の手段である。　OES のサブスクリプションに含まれ、OES ユーザは、OES サポートポリシーにより、サポートを受けられる。
Windows ワークステーションのログインスクリプトを処理し、ローカルアカウントとネットワークアカウントの管理を行う。また Windows Explorer のシェルをOESのために拡張する。通信は NCP、ポート 524を使い、ログイン、ファイルトラスティ、ボリューム、SLPによるネットワークリソース検索などを NCP プロトコルによって管理する。
Windows が更新される都度、Windows 側の仕様変更に対応できるよう、ACUと呼ばれる自動クライアントアップデート機能がある。
- Automatic Client Upgrade (ACU) - 既存のワークステーション上におけるノベルクライアントソフトウェアのアップグレードを自動化する[7]。

## マーケティング

### ベンダーの動機
ノベルの幹部達は大半のアナリスト達と同様に、人気上昇中のOSにサービスを移植し、ハードウェアとソフトウェアベンダーのサポートを強化すれば、ノベルはビジネス効果を高める機会を得られるだろうと期待した。
OESは、以下の2つに対するノベルの反応である:
- 企業戦略と業界全般におけるLinuxとオープンソースの重要性の増大。
- ノベルが市場シェアの多くを失ったという事実。これは、顧客がネットワーキングサービスの品質に不満を持っていたからではなく、ネットワーキングサービスが初期設計において狭義に特化されたOS上で独占的に実行されることがほとんどで、さらに大半の競合他社のようにISVの強力なサポートを得られなかったことが理由の大半であった。

### ライセンスコスト
ライセンスコストはプラットフォームに関係なく同一であり、同一ライセンスの下ではプラットフォームを混在させてもよい。OESはノベルの他の製品と同様に、サーバの数に関係なく、ユーザー毎にライセンスが与えられる。価格設定は通常、物理CPUてあってもハードウェア仮想化技術（例えばVMware、Xen）の使用であっても変わることはない。NetWareとOESには、共にNovell Cluster Services用の2ノードライセンスが含まれているため、追加のライセンス料金なしで基本的なクラスタ環境を作成できる。
OESと比べると、Microsoft Windowsはサーバごとやクライアントごとに課金され、大きなSMPサポートとクラスタリングには追加料金がかかる。